# Bahriye Üçok
Bahriye Üçok (7 febbraio 1919 – 6 ottobre 1990) è stata una teologa, politica, attivista per i diritti delle donne, scrittrice ed editorialista turca.
Il suo assassinio nel 1990 rimane irrisolto.

## Vita e formazione
Nata a Trebisonda, Bahriye Üçok ha terminato gli studi primari a Ordu e poi si è diplomata alla Scuola superiore femminile di Kandilli di Istanbul. Ha studiato storia medievale islamica e turca presso la Facoltà di Filologia, Storia e Geografia dell'Università di Ankara. Ha frequentato contemporaneamente il Conservatorio di Stato completando la sezione di Lirica.

## Carriera professionale
Dopo undici anni di lavoro come insegnante di scuola superiore a Samsun e ad Ankara, nel 1953 è entrata all'Università di Ankara come assistente presso la Facoltà di Teologia. Ha conseguito il dottorato di ricerca nel 1957 e nel 1965 è diventata professoressa associata con la sua tesi su "Le donne governatrici nei paesi islamici". Successivamente è diventata professoressa, e divenne la prima insegnante universitaria donna in questa facoltà. Parlava correntemente arabo e persiano,  e interpretava l'Islam in modo moderno e tollerante concentrandosi sul ruolo delle donne nell'Islam.

## Carriera politica
Nel 1971 è stata eletta senatrice in via emergenziale dal presidente Cevdet Sunay, iniziando così la sua carriera politica. Nel 1977 Üçok si è unita al Partito Popolare Repubblicano di centrosinistra. Dopo il colpo di stato militare nel 1980, ha co-fondato il Partito popolare (Halkçı Parti) ed è stata eletta deputata di Ordu nella Grande Assemblea Nazionale Turca nel 1984. Nel 1985, dopo una fusione (con SODEP), il suo partito è stato ribattezzato Partito Popolare Socialdemocratico (SHP).

## Morte
Ha anche scritto una colonna di opinione sul quotidiano Cumhuriyet . Dopo un forum televisivo, in cui ha dichiarato che non fosse obbligatorio vestirsi in abiti islamici (hijab), Bahriye Üçok ha ricevuto crescenti minacce dall'organizzazione militante "Movimento islamico" (in turco İslami Hareket). Non molto tempo dopo, il 6 ottobre 1990, è stata uccisa da una bomba mentre cercava di aprire un pacco di libri davanti a casa sua. L'assassinio è rimasto irrisolto. È stata sepolta nel cimitero di Karşıyaka ad Ankara.

## Opere selezionate
- İslâm'dan Dönenler ve İlk Yalancı Peygamber (I rinnegati nell'Islam e il primo falso profeta) (1967) Ankara
- İslâm Devletinde Kadın Hükümdarlar (Donne governatrici nei paesi islamici)
- İslam Tarihi (Storia dell'Islam)
- Islam Tarihinde Emeviler - Abbasiler (Omayyadi - Abbasidi nella storia dell'Islam)
- Atatürk'ün İzinde Bir Arpa Boyu (Un piccolo passo sulle orme di Atatürk) 270p, (1985), Cem Publishing, Istanbul ISBN 978-975-406-467-4
- Aly Mazahéri, Ortaçağda Müslümanların Günlük Yaşayışları (traduzione) (Vita quotidiana dei musulmani nel Medioevo)